# Marcel Beyer

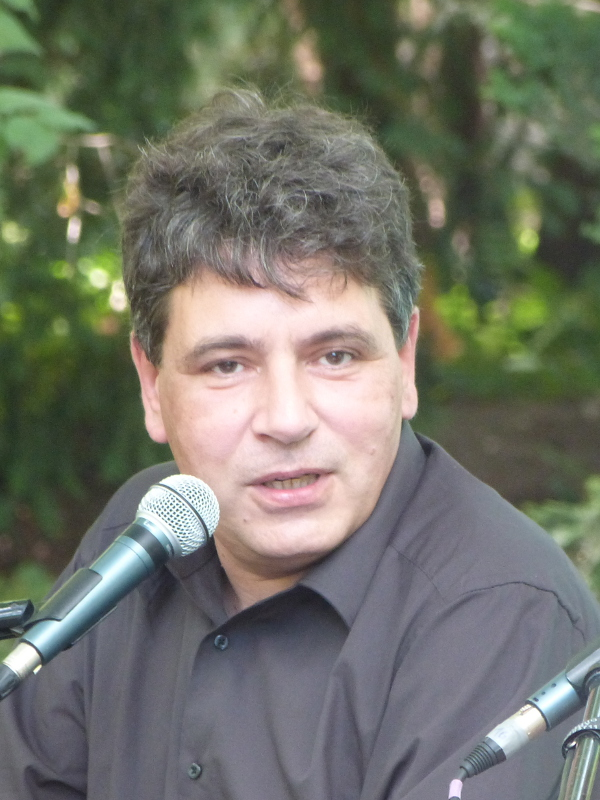
Marcel Beyer (2012)

Marcel Beyer (* 23. November 1965 in Tailfingen, Baden-Württemberg) ist ein deutscher Schriftsteller, der vor allem als Lyriker, Epiker, Essayist und Herausgeber hervorgetreten ist. Er ist Träger des Georg-Büchner-Preises 2016.

## Leben und Werk
Beyer wuchs in Kiel und Neuss auf. 1987 bis 1991 studierte er Germanistik, Anglistik und Literaturwissenschaft an der Universität Siegen; 1992 erlangte er dort den Magistergrad mit einer Arbeit über Friederike Mayröcker. Seit 1987 entstanden Performance-Arbeiten. Ab 1989 gab er an der Universität Siegen mit Karl Riha die Reihe Vergessene Autoren der Moderne heraus. 1990 bis 1993 arbeitete er schließlich als Lektor an der Literaturzeitschrift Konzepte mit. Bereits 1992 lieferte er darüber hinaus bis 1998 Beiträge für die Musikzeitschrift Spex. Als Writer in Residence war er 1996 am University College London, 1998 an der University of Warwick in Coventry und 2008 am Max-Planck-Institut für Wissenschaftsgeschichte in Berlin-Dahlem. Er ist Mitglied der Berliner Akademie der Künste, der Sächsischen Akademie der Künste, der Deutschen Akademie für Sprache und Dichtung und des PEN-Zentrums Deutschland.
Beyer, der zunächst stark beeinflusst war von Friederike Mayröcker und den Autoren des französischen Nouveau Roman, ist Verfasser von Lyrik, Essays und Romanen, die sich immer wieder mit der deutschen Geschichte – insbesondere mit der Zeit des Nationalsozialismus – auseinandersetzen. 2016 wurde er mit dem Georg-Büchner-Preis ausgezeichnet. In der Begründung erklärt die Deutsche Akademie für Sprache und Dichtung: „Seine Texte sind kühn und zart, erkenntnisreich und unbestechlich. So ist während dreier Jahrzehnte ein unverwechselbares Werk entstanden, das die Welt zugleich wundersam bekannt und irisierend neu erscheinen lässt.“
Seit 1996 lebt Beyer in Dresden. Seine Frau Jacqueline Merz ist Schweizerin und bildende Künstlerin.

## Werk

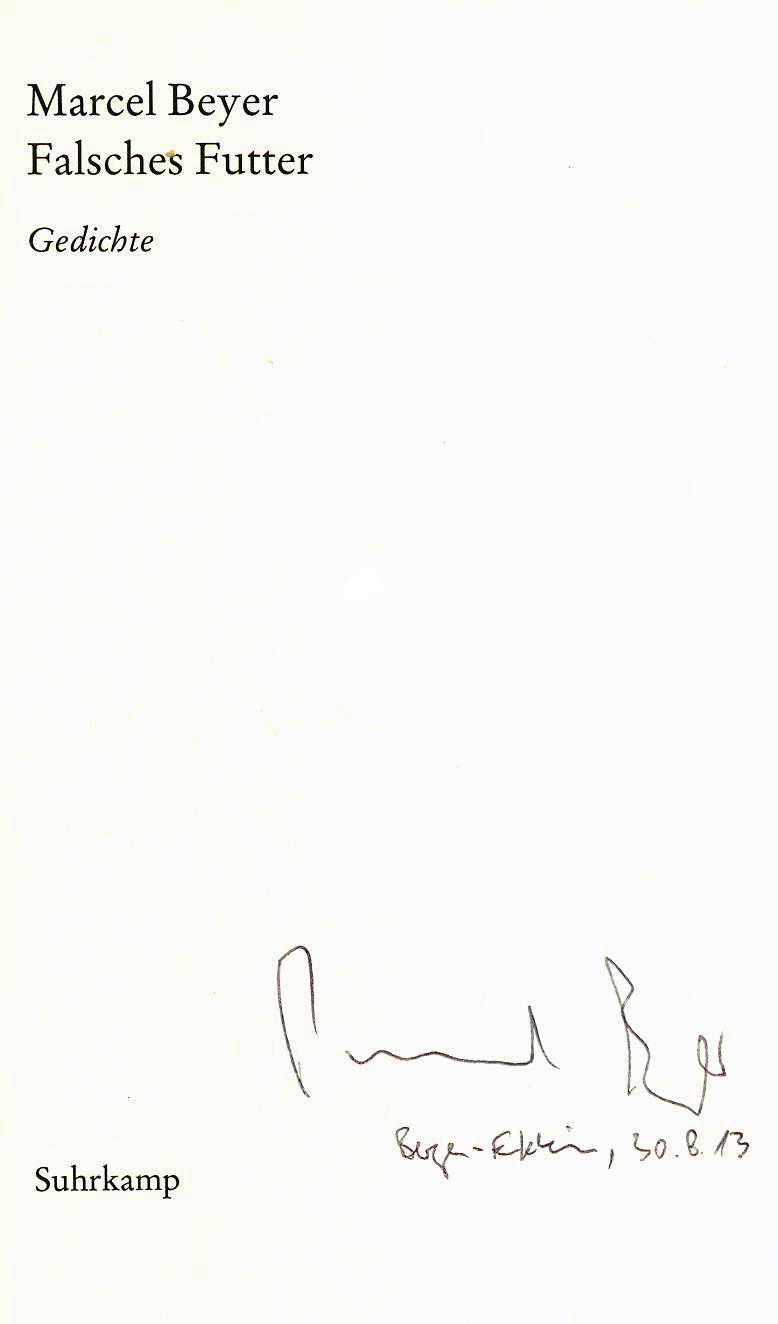
Autograph von Marcel Beyer

### Einzeltitel
- Kleine Zahnpasta. Gedichte 1987–1989. dead language press, Paris 1989
- Walkmännin. Gedichte 1988/1989 (= Patios Raritäten-Bücher; Band 27). Patio, Neu-Isenburg 1990 DNB 956464572.
- Das Menschenfleisch. Roman. Suhrkamp, Frankfurt am Main 1991, ISBN 3-518-40329-X.
- Friederike Mayröcker: eine Bibliographie 1946–1990 (= Bibliographien zur Literatur- und Mediengeschichte. Band 2). Lang, Frankfurt am Main u. a. 1992, ISBN 3-631-45400-7.
- Brauwolke. Gedichte (mit Papiergüssen von Klaus Zylla). Warnke, Berlin 1994
- Flughunde. Roman. Suhrkamp, Frankfurt am Main 1995, ISBN 3-518-40684-1.
  - Hörspielfassung von Iris Drögekamp 2013 von SWR2 produziert und gesendet
- HNO-Theater im Unterhemd (= Bogen. Band 4). Warnke, Berlin 1995, OCLC 312506024.
- Falsches Futter. Gedichte. Suhrkamp, Frankfurt am Main 1997, ISBN 3-518-12005-0.
- Spione. Roman. DuMont, Köln 2000, ISBN 3-7701-5417-7.
- Zur See. (Mit Kaltnadelradierungen von Andreas Zahlaus). Warnke, Berlin 2001.
- Erdkunde. Gedichte. DuMont, Köln 2002, ISBN 3-8321-6007-8.
- Nonfiction. Essays. DuMont, Köln 2003, ISBN 3-8321-7835-X.
- Vergeßt mich. Erzählung. DuMont, Köln 2006, ISBN 3-8321-7968-2.
- Aurora. Münchner Reden zur Poesie. Stiftung Lyrik Kabinett, München 2006, ISBN 3-938776-02-1.
- Kaltenburg. Roman. Suhrkamp, Frankfurt am Main 2008, ISBN 978-3-518-41920-5, (Inhaltsangabe)
- Arbeit Nahrung Wohnung. Bühnenmusik für vierzehn Herren. Opernlibretto (Komposition von Enno Poppe)
- IQ. Testbatterie in 8 Akten. Opernlibretto (Komposition von Enno Poppe). UA: 27. April 2012, Schwetzinger SWR Festspiele
- Putins Briefkasten. Erzählungen. Suhrkamp, Berlin 2012, ISBN 978-3-518-46324-6.
- Graphit. Gedichte. Suhrkamp, Berlin 2014, ISBN 978-3-518-42440-7[4][5]
- XX. Lichtenberg-Poetikvorlesungen (= Göttinger Sudelblätter). Wallstein, Göttingen 2015, ISBN 978-3-8353-1674-4.
- Im Situation Room: der entscheidende Augenblick. Rede an die Abiturienten des Jahrgangs 2015. Hg. von Ralph Schock. Conte, Sankt Ingbert 2015, ISBN 978-3-95602-058-2.
- Rede an die Sprache: es kommt ein A (= Aber die Sprache. Band 6). Wege durch das Land, Detmold 2016, ISBN 978-3-946156-01-7.
- Muskatblüt, Muskatblüt. Reihe Zwiesprachen der Lyrik Kabinett. Wunderhorn, Heidelberg 2016. ISBN 978-3-88423-532-4.
- Sie nannten es Sprache. Aufsätze. Brueterich Press, Berlin 2016, ISBN 978-3-945-22907-1.
- Das blindgeweinte Jahrhundert. Bild und Ton. Suhrkamp, Berlin 2017, ISBN 978-3-518-42578-7.[6]
- Dämonenräumdienst. Gedichte, Suhrkamp, Berlin 2020, ISBN 978-3-518-42945-7.[7]
- Die tonlosen Stimmen beim Anblick der Toten auf den Straßen von Butscha. Wuppertaler Poetikdozentur für faktuales Erzählen 2022. Mit einem Essay von Viktor Schklowski. Herausgegeben von Christian Klein und Matías Martínez. Wallstein, Göttingen 2023, ISBN 978-3-8353-5362-6.

### Herausgabe
- Rudolf Blümner: Der Stuhl, die Ohrfeige und anderes literarisches Kasperletheater. (Vergessene Autoren der Moderne, Heft 35.) Siegen 1988. ISSN 0177-9869
- Ernst Jandl: Gemeinschaftsarbeit. (Gemeinsam verfasst mit Friederike Mayröcker und Andreas Okopenko). Siegen 1989.
- Rudolf Blümner: Ango laina und andere Texte. (Mit Karl Riha). München 1993.
- George Grosz: Grosz-Berlin. (Mit Karl Riha). Hamburg 1993.
- William S. Burroughs. (Mit Andreas Kramer). Eggingen 1995.
- Jahrbuch der Lyrik 1998/99. Ausreichend lichte Erklärung. (Mit Christoph Buchwald). München 1998.
- Friederike Mayröcker: Gesammelte Prosa. (Mit Klaus Reichert und Klaus Kastberger). Frankfurt am Main 2001.
  - Band 1. 1949–1977.
  - Band 2. 1978–1986.
  - Band 3. 1987–1991.
  - Band 4. 1991–1995.
  - Band 5. 1996–2001.
- Friederike Mayröcker: Gesammelte Gedichte 1939–2003. Suhrkamp, Frankfurt am Main 2004, ISBN 3-518-41631-6.
- Friederike Mayröcker: Gesammelte Gedichte 2004–2021. Suhrkamp, Berlin 2024, ISBN 978-3-518-43207-5.

### Übersetzung
- Gertrude Stein: Spinnwebzeit, bee time vine und andere Gedichte. Herausgegeben und mit einem Nachwort von Marcel Beyer. Arche, Zürich 1993, ISBN 3-7160-2158-X.
- Michael Hofmann: Feineinstellungen. Zweisprachige Ausgabe. DuMont, Köln 2001, ISBN 3-7701-4758-8.

### Hörspiel
- Das Hörspiel vom Hörspiel. (Zum Karl-Sczuka-Preis), SWR 2007.
- Jonathan Trouern-Trend: Birding Babylon. Hörspielbearbeitung: Marcel Beyer, Regie: Iris Drögekamp, SWR/NDR 2009.
- Flughunde. Regie: Iris Drögekamp, SWR, 2012.

### Hörbuch
- Francis Nenik: Reise durch ein tragikomisches Jahrhundert. Das irrwitzige Leben des Hasso Grabner. Voland & Quist, Dresden 2018, ISBN 978-3-863911-98-0, inkl. Buchlesung auf CD, gelesen von Marcel Beyer.

### Anthologien (Auswahl)
- Anja Bayer, Daniela Seel (Hrsg.): all dies hier, Majestät, ist deins – Lyrik im Anthropozän. kookbooks, Berlin 2016, ISBN 978-3-937445-80-9.
- Karl Otto Conrady (Hrsg.): Der Große Conrady. Das Buch deutscher Gedichte. Von den Anfängen bis zur Gegenwart. Düsseldorf 2008.
- Björn Kuhligk, Jan Wagner (Hrsg.): Lyrik von Jetzt. 74 Stimmen. Köln 2003.
- Junge Lyrik. (= Neue Neußer Reihe). Neuß 1983.

### Graphic Novel
- Ulli Lust: Flughunde. Text von Marcel Beyer. Suhrkamp Verlag, Berlin 2013, ISBN 978-3-518-46426-7.

## Auszeichnungen
- 1991: Rolf-Dieter-Brinkmann-Stipendium
- 1991: Ernst-Willner-Preis beim Ingeborg-Bachmann-Wettbewerb in Klagenfurt
- 1991: Förderpreis des Landes Nordrhein-Westfalen für Literatur
- 1994: Stipendiat der Stiftung Niedersachsen, für Flughunde
- 1995: Deutscher Kritikerpreis
- 1996: Berliner Literaturpreis
- 1996: Johannes-Bobrowski-Medaille
- 1997: Uwe-Johnson-Preis
- 1998: Förderpreis zum Horst-Bienek-Preis für Lyrik
- 1999: Förderpreis zum Lessing-Preis des Freistaates Sachsen
- 2000: Jean-Paul-Literaturförderpreis der Stadt Bayreuth
- 2001: Heinrich-Böll-Preis
- 2002/03 Paderborner Gastdozentur für Schriftstellerinnen und Schriftsteller
- 2003: Friedrich-Hölderlin-Preis der Universität und der Universitätsstadt Tübingen
- 2004: Spycher: Literaturpreis Leuk
- 2006: Erich-Fried-Preis
- 2008: Joseph-Breitbach-Preis
- 2008: Nominierung zum Deutschen Buchpreis (Longlist), für Kaltenburg
- 2008: Liliencron-Dozentur
- 2010: Stipendium der Deutschen Akademie Rom Villa Massimo
- 2012/2013: Stadtschreiber von Bergen
- 2013: Ernst-Jandl-Dozentur für Poetik der Universität Wien
- 2014: Kleist-Preis[8]
- 2014: Oskar Pastior Preis[9]
- 2014: Lichtenberg-Poetikdozentur
- 2015: Literaturpreis der Stadt Bremen, für Graphit. Gedichte
- 2016: Düsseldorfer Literaturpreis[10]
- 2016: Georg-Büchner-Preis[11][12][13]
- 2019: Lessing-Preis des Freistaates Sachsen
- 2019: Kunstpreis der Landeshauptstadt Dresden
- 2021: Peter-Huchel-Preis für Dämonenräumdienst
- 2021: Friedrich-Hölderlin-Preis der Stadt Bad Homburg für das Gesamtwerk
- 2022: Wuppertaler Poetikdozentur für faktuales Erzählen[14]
- 2023: Samuel-Bogumil-Linde-Preis gemeinsam mit Tomasz Różycki